# Sifauruasi
Sifauruasi is een bestuurslaag in het regentschap Nias Selatan van de provincie Noord-Sumatra, Indonesië. Sifauruasi telt 291 inwoners (volkstelling 2010).